# Marie-Ève Perron
Pour les articles homonymes, voir Perron.
Marie-Ève Perron, née le 30 novembre 1979, est une actrice de théâtre, de cinéma et de télévision ainsi qu'une écrivaine québécoise.

## Biographie
Marie-Ève Perron a étudié au Conservatoire d'art dramatique de Montréal. Proche collaboratrice de Wajdi Mouawad, elle a joué dans des séries télévisées telles Les Invincibles et Les Simone. Elle est également l'auteure des monologues théâtraux Marion fait maison et Gars,.

## Théâtre
- 2006 : Forêts de Wajdi Mouawad, mise en scène de Wajdi Mouawad – Loup
- 2009 : Littoral de Wajdi Mouawad, mise en scène de Wajdi Mouawad
- 2013 : La Libibandine de Julie Neveux, mise en scène de Jacques Décombe, théâtre Michel

## Filmographie

### Cinéma
- 2018 : À tous ceux qui ne me lisent pas de Yan Giroux – Maryse
- 2019 : J'irai où tu iras de Géraldine Nakache – L'organisatrice des auditions
- 2019 : Mon ami Walid de Adib Alkhalidey – Martine
- 2020 : Happy Place d'Helen Shaver – Céline

### Télévision
- 2010 : Les Invincibles (saison 1 et 2) – Cathy/Fury Cat
- 2014-2015 : France Kbek
- 2016-2018 : Les Simone (saison 1 à 3) – Nikki Dumas
- 2017 : Hero Corp (saison 5) – Kelly
- 2019 : La Règle de 3 (mini-série) – Sophie
- 2021 : Survivre à ses enfants – Stéphanie
- 2022 : Indéfendable – Dre Karine Lévesque

## Publications
- Gars (théâtre), coll. « Théâtre à vif », éditions Lansman, 2014  (ISBN 9782872829958), 76 p.
- Marion fait maison (théâtre), coll. « Théâtre à vif », éditions Lansman, 2015  (ISBN 978-2-8071-0040-4), 35 p.